# Палкинський Торф'яник
Па́лкинський Торф'я́ник (рос. Палкинский Торфяник) — селище у складі Єкатеринбурзького міського округу Свердловської області.
Населення — 100 осіб (2010, 65 у 2002).
Національний склад станом на 2002 рік: росіяни — 78 %.